# وليآباد خسروخاني (مقاطعة دلفان)
وليآباد خسروخاني (بالفارسية: ولی‌آباد خسروخانی) هي قرية تقع في قسم ايتيوند الشمالي الريفي (مقاطعة دلفان) في إيران. يقدر عدد سكانها بـ 35 نسمة .